# Saint-Branchs
Saint-Branchs [sɛ̃ bʁɑ̃]  est une commune française située dans le département d'Indre-et-Loire, en région Centre-Val de Loire.
Ses habitants sont appelés les Saint-branchois et Saint-branchoises.

## Géographie

### Localisation
La commune est située sur le plateau de Sainte-Maure.
| Veigné                       | Esvres        | Cormery              |
| Sorigny                      | Saint-Branchs | Tauxigny-Saint-Bauld |
| Sainte-Catherine-de-Fierbois | Louans        |                      |

### Hydrographie

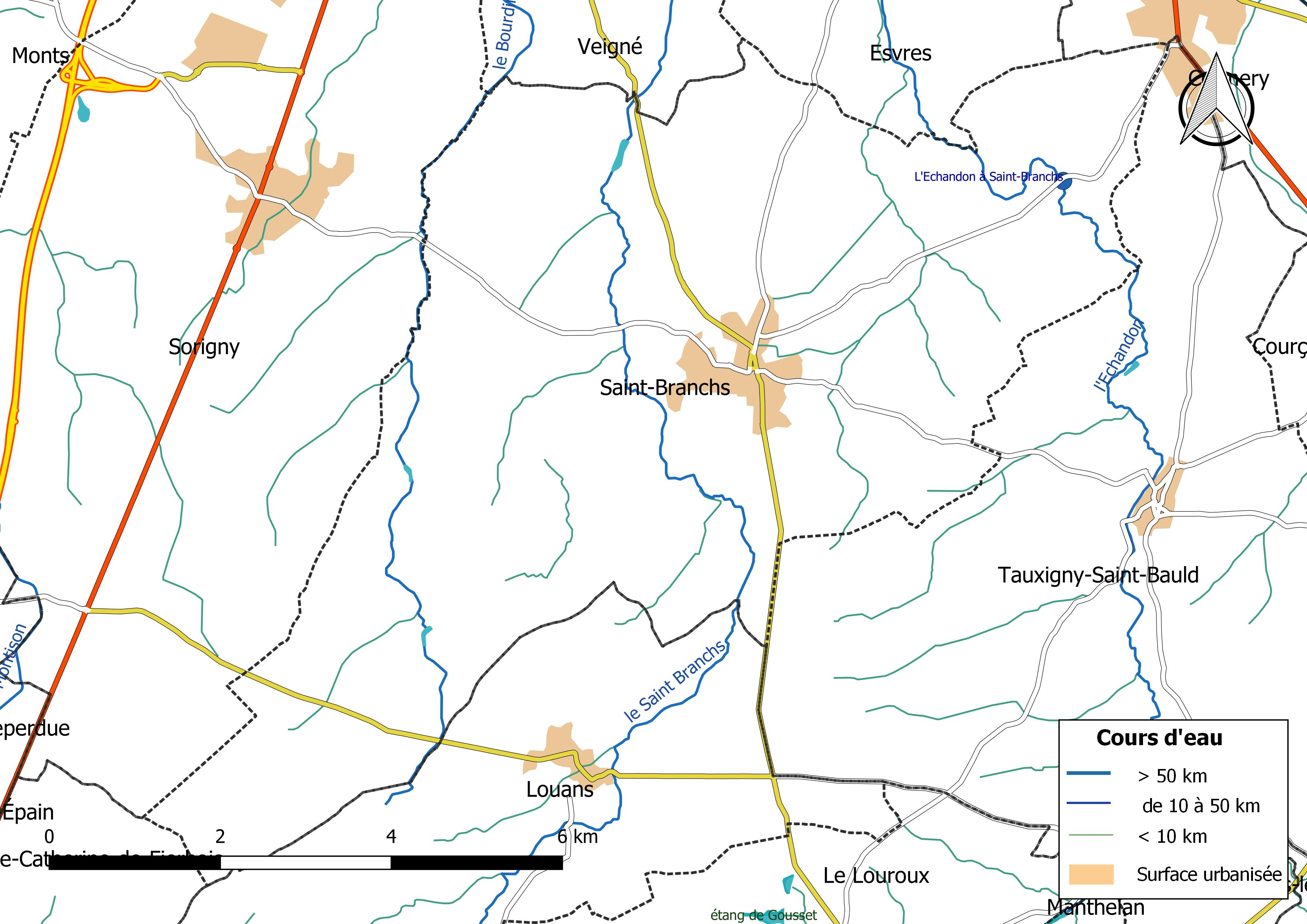
Réseau hydrographique de Saint-Branchs.

Le réseau hydrographique communal, d'une longueur totale de 41,54 km, comprend trois cours d'eau notables, l'Échandon (4,099 km) et le Bourdin (6,437 km) et le Saint-Branchs (7,593 km), et divers petits cours d'eau,.
L'Échandon a longueur totale de 25,7 km. Il prend sa source dans la commune de Manthelan et se jette  dans l'Indre à Esvres, après avoir traversé 6 communes. Dans la commune, il irrigue l'extrême nord-est du territoire en entrant au droit du hameau de Richène et sortant aux abords du château de Montchenain. Ce cours d'eau est classé dans la liste 1 au titre de l'article L. 214-17 du code de l'environnement sur le Bassin Loire-Bretagne. Du fait de ce classement, aucune autorisation ou concession ne peut être accordée pour la construction de nouveaux ouvrages s'ils constituent un obstacle à la continuité écologique et le renouvellement de la concession ou de l'autorisation des ouvrages existants est subordonné à des prescriptions permettant de maintenir le très bon état écologique des eaux. 
Sur le plan piscicole, l'Échandon est classé en deuxième catégorie piscicole. Le groupe biologique dominant est constitué essentiellement de poissons blancs (cyprinidés) et de carnassiers (brochet, sandre et perche).
Le Bourdin, d'une longueur totale de 14,8 km, prend sa source dans la commune de Louans et se jette  dans l'Indre à Veigné, après avoir traversé 5 communes. Il pénètre le territoire communal au droit de la RD 21 près du hameau du Réau des Champs puis s'écoule du sud vers le nord en traversant l'étang des Bimes puis constitue la limite communale nord-ouest. Sur le plan piscicole, le Bourdin est également classé en deuxième catégorie piscicole.
Le Saint-Branchs, qui porte le nom de ruisseau du Taffoneau sur le territoire communal, à partir du hameau de Ré, a une longueur totale de 18,3 km. Il prend sa source dans la commune du Louroux, traverse la commune du sud vers le nord et se jette  dans l'Indre à Veigné, après avoir traversé 5 communes. 
Sur le plan piscicole, le Saint-Branchs est également classé en deuxième catégorie piscicole.
En 2019, la commune est membre de la communauté de communes Touraine Vallée de l'Indre qui est elle-même adhérente au syndicat d'aménagement de la vallée de l'Indre. Créé par arrêté préfectoral du 12 septembre 1985 à la suite des crues historiques de décembre 1982 et janvier 1983, ce syndicat a pour vocation d'une part l'atteinte du bon état écologique des cours d'eau par des actions de restauration de zones humides et des cours d'eau, et d'autre part de participer à la lutte contre les inondations par des opérations de sensibilisation de la population ou de restauration et d'entretien sur le lit mineur, et sur les fossés situés dans le lit majeur de l'Indre appelés localement « boires », et de l'ensemble des cours d'eau du bassin versant de l'Indre.
Quatre zones humides ont été répertoriées sur la commune par la direction départementale des territoires (DDT) et le Conseil départemental d'Indre-et-Loire, : la vallée de l'Échandon de Saint-Bauld à la confluence, la vallée du Ruisseau de Saint-Branchs, la vallée du Ruisseau de Taffoneau et la vallée du Ruisseau du Bourdin.

### Climat
Pour des articles plus généraux, voir Climat du Centre-Val de Loire et Climat d'Indre-et-Loire.
En 2010, le climat de la commune est de type climat océanique dégradé des plaines du Centre et du Nord, selon une étude du CNRS s'appuyant sur une série de données couvrant la période 1971-2000. En 2020, Météo-France publie une typologie des climats de la France métropolitaine dans laquelle la commune est exposée à un climat océanique altéré et est dans la région climatique  Moyenne vallée de la Loire, caractérisée par une bonne insolation (1 850 h/an) et un été peu pluvieux. 
Pour la période 1971-2000, la température annuelle moyenne est de 11,2 °C, avec une amplitude thermique annuelle de 14,9 °C. Le cumul annuel moyen de précipitations est de 692 mm, avec 11,1 jours de précipitations en janvier et 6,5 jours en juillet. Pour la période 1991-2020, la température moyenne annuelle observée sur la station météorologique de Météo-France la plus proche, « Reignac », sur la commune de Reignac-sur-Indre à 11 km à vol d'oiseau, est de 12,1 °C et le cumul annuel moyen de précipitations est de 668,5 mm,. Pour l'avenir, les paramètres climatiques de la commune estimés pour 2050 selon différents scénarios d'émission de gaz à effet de serre sont consultables sur un site dédié publié par Météo-France en novembre 2022.

## Urbanisme

### Typologie
Au 1er janvier 2024, Saint-Branchs est catégorisée commune rurale à habitat dispersé, selon la nouvelle grille communale de densité à sept niveaux définie par l'Insee en 2022.
Elle est située hors unité urbaine. Par ailleurs la commune fait partie de l'aire d'attraction de Tours, dont elle est une commune de la couronne,. Cette aire, qui regroupe 162 communes, est catégorisée dans les aires de 200 000 à moins de 700 000 habitants,.

### Occupation des sols
L'occupation des sols de la commune, telle qu'elle ressort de la base de données européenne d’occupation biophysique des sols Corine Land Cover (CLC), est marquée par l'importance des territoires agricoles (87,1 % en 2018), une proportion sensiblement équivalente à celle de 1990 (87,4 %). La répartition détaillée en 2018 est la suivante : 
terres arables (68,2 %), prairies (13 %), forêts (10,6 %), zones agricoles hétérogènes (5,2 %), zones urbanisées (2,2 %), cultures permanentes (0,8 %). L'évolution de l’occupation des sols de la commune et de ses infrastructures peut être observée sur les différentes représentations cartographiques du territoire : la carte de Cassini (XVIIIe siècle), la carte d'état-major (1820-1866) et les cartes ou photos aériennes de l'IGN pour la période actuelle (1950 à aujourd'hui).

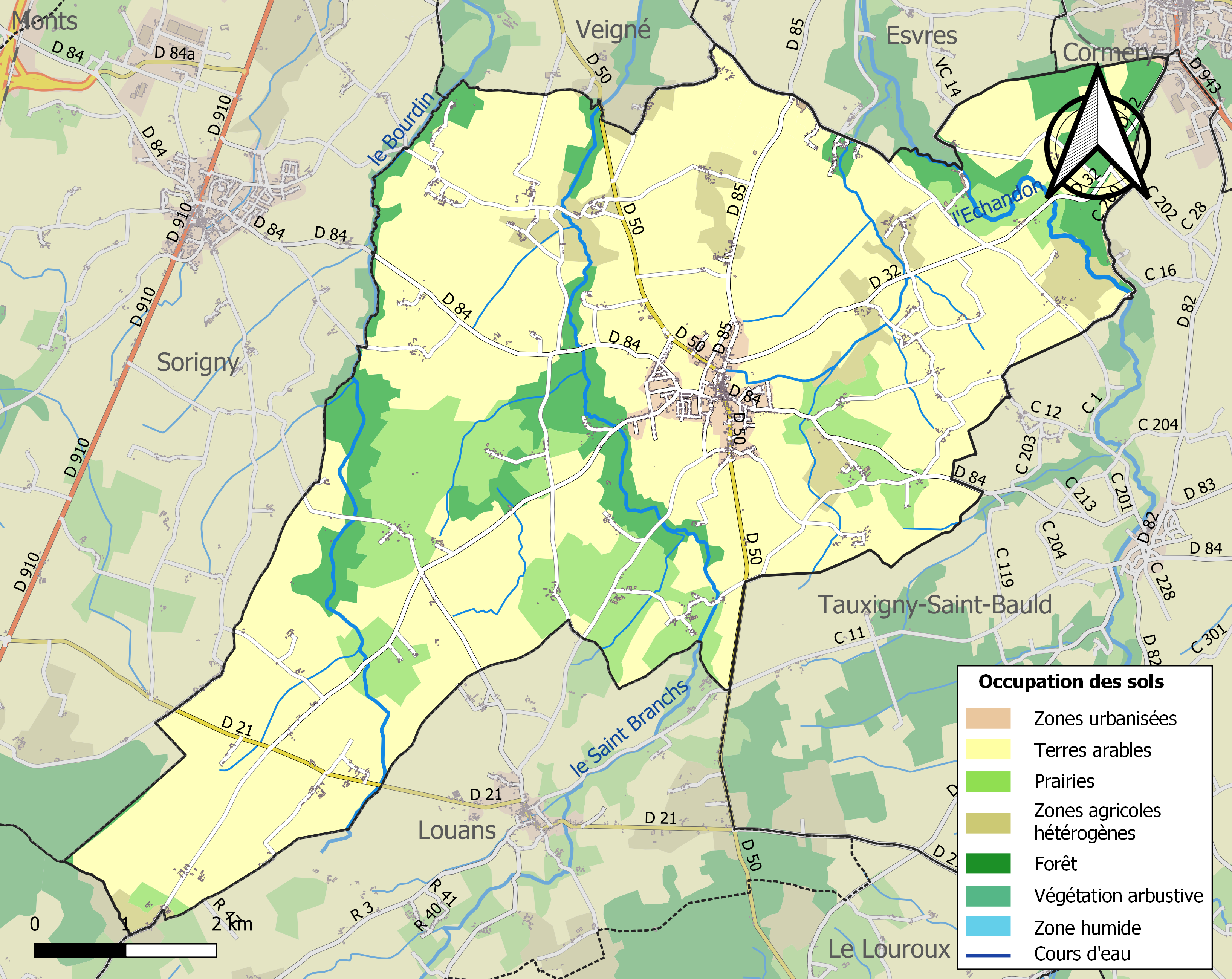
Carte des infrastructures et de l'occupation des sols de la commune en 2018 (CLC).

### Risques majeurs
Le territoire de la commune de Saint-Branchs est vulnérable à différents aléas naturels : météorologiques (tempête, orage, neige, grand froid, canicule ou sécheresse) et séisme (sismicité faible). Un site publié par le BRGM permet d'évaluer simplement et rapidement les risques d'un bien localisé soit par son adresse soit par le numéro de sa parcelle.

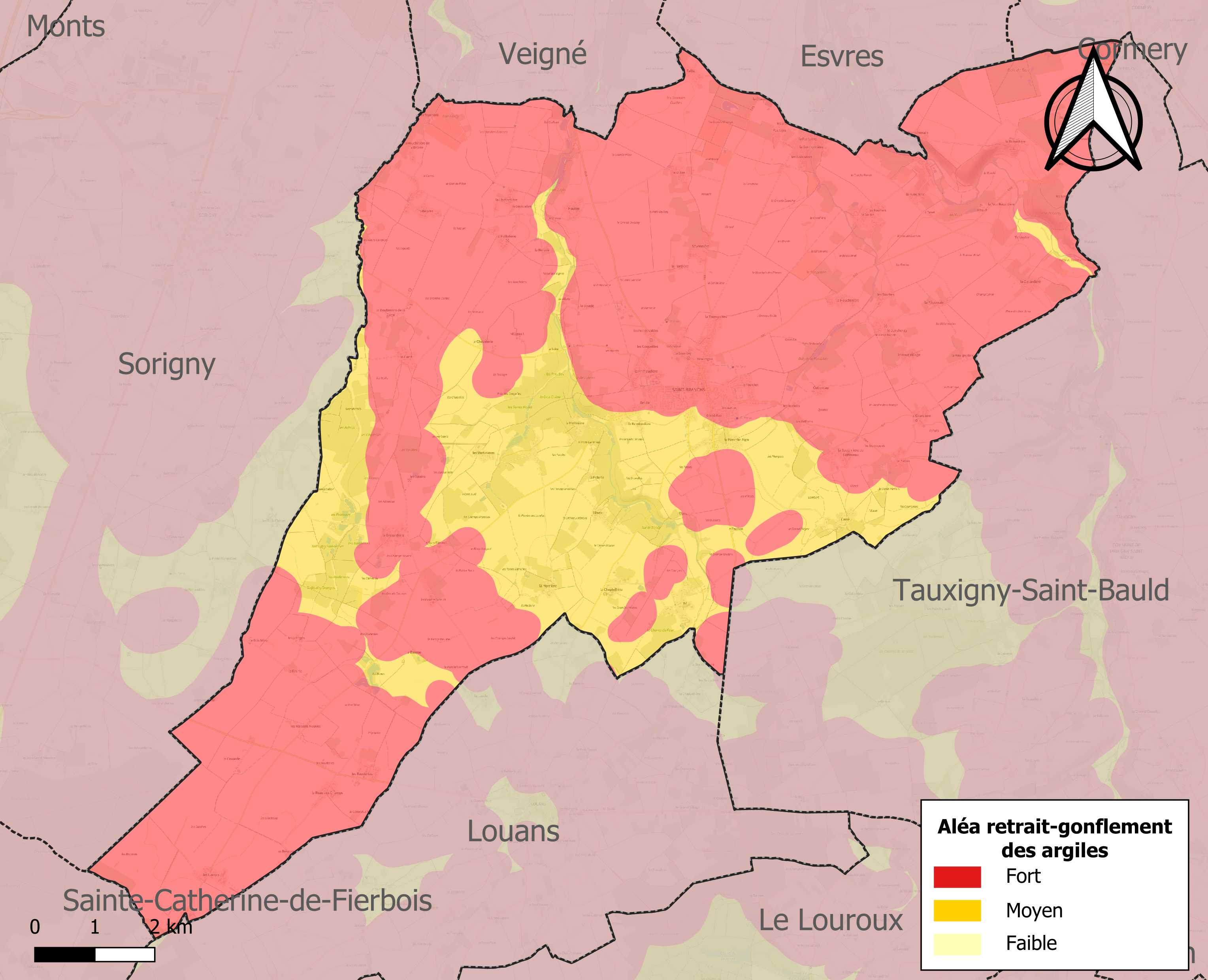
Carte des zones d'aléa retrait-gonflement des sols argileux de Saint-Branchs.

Le retrait-gonflement des sols argileux est susceptible d'engendrer des dommages importants aux bâtiments en cas d’alternance de périodes de sécheresse et de pluie. La totalité de la commune est en aléa moyen ou fort (90,2 % au niveau départemental et 48,5 % au niveau national). Sur les 1 089 bâtiments dénombrés sur la commune en 2019, 1089 sont en aléa moyen ou fort, soit 100 %, à comparer aux 91 % au niveau départemental et 54 % au niveau national. Une cartographie de l'exposition du territoire national au retrait gonflement des sols argileux est disponible sur le site du BRGM,.
Concernant les mouvements de terrains, la commune a été reconnue en état de catastrophe naturelle au titre des dommages causés par la sécheresse en 1989, 1990, 1992, 1993, 1997, 2003, 2005 et 2011 et par des mouvements de terrain en 1999.

## Politique et administration

### Tendances politiques et résultats
| Scrutin             | Scrutin             | 1er tour | 1er tour | 1er tour | 1er tour | 1er tour | 1er tour | 1er tour | 1er tour | 1er tour | 1er tour | 1er tour | 1er tour | 2d tour | 2d tour | 2d tour | 2d tour | 2d tour | 2d tour |
| Scrutin             | Scrutin             | 1er      | 1er      | %        | 2e       | 2e       | %        | 3e       | 3e       | %        | 4e       | 4e       | %        | 1er     | 1er     | %       | 2e      | 2e      | %       |
| ------------------- | ------------------- | -------- | -------- | -------- | -------- | -------- | -------- | -------- | -------- | -------- | -------- | -------- | -------- | ------- | ------- | ------- | ------- | ------- | ------- |
| Présidentielle 2017 | Présidentielle 2017 |          | RN       | 25,31    |          | EM       | 23,43    |          | LR       | 18,09    |          | LFI      | 16,90    |         | EM      | 61,54   |         | RN      | 38,46   |
| Présidentielle 2022 | Présidentielle 2022 |          | EM       | 29,61    |          | RN       | 28,91    |          | LFI      | 15,57    |          | REC      | 5,53     |         | EM      | 55,59   |         | RN      | 44,41   |
| Législatives 2022   | 3e                  |          | RN       | 26,77    |          | ENS      | 25,64    |          | LFI      | 23,38    |          | UDI      | 14,56    |         | ENS     | 56,57   |         | LFI     | 43,43   |
| Législatives 2024   | 3e                  |          | LR-RN    | 38,55    |          | ENS      | 31,59    |          | LFI      | 22,97    |          | DVD      | 3,19     |         | ENS     | 56,03   |         | LR-RN   | 43,97   |

### Liste des maires
| Période      | Période        | Identité          | Étiquette         | Qualité |
| ------------ | -------------- | ----------------- | ----------------- | ------- |
|              | juin 1995      | Jeannine Saugnier |                   |         |
| juin 1995    | mars 2008      | Daniel Balanger   | PS                | Cadre   |
| mars 2008    | mars 2014      | Didier Ageorges   | DVG               |         |
| mars 2014    | septembre 2017 | Daniel Balanger   | PS                | Cadre   |
| février 2018 | En cours       | Patrick Nathié    | DVG puis Horizons | Cadre   |

### Jumelages
- Vila Chã (Vila do Conde) (Portugal), voir Vila Chã (Vila do Conde) (en)
- Saint-Martin-de-Boscherville (France, Région Normandie, Seine-Maritime) Jumelage signé le 21 novembre 2004.

## Population et société

### Démographie
L'évolution du nombre d'habitants est connue à travers les recensements de la population effectués dans la commune depuis 1793. Pour les communes de moins de 10 000 habitants, une enquête de recensement portant sur toute la population est réalisée tous les cinq ans, les populations de référence des années intermédiaires étant quant à elles estimées par interpolation ou extrapolation. Pour la commune, le premier recensement exhaustif entrant dans le cadre du nouveau dispositif a été réalisé en 2008.

En 2022, la commune comptait 2 632 habitants, en évolution de +1,19 % par rapport à 2016 (Indre-et-Loire : +1,67 %, France hors Mayotte : +2,11 %).
| 1793  | 1800  | 1806  | 1821  | 1831  | 1836  | 1841  | 1846  | 1851  |
| ----- | ----- | ----- | ----- | ----- | ----- | ----- | ----- | ----- |
| 1 361 | 1 920 | 1 837 | 1 936 | 2 010 | 2 043 | 2 003 | 1 886 | 1 941 |

| 1856  | 1861  | 1866  | 1872  | 1876  | 1881  | 1886  | 1891  | 1896  |
| ----- | ----- | ----- | ----- | ----- | ----- | ----- | ----- | ----- |
| 1 931 | 1 835 | 1 802 | 1 780 | 1 740 | 1 744 | 1 747 | 1 685 | 1 610 |

| 1901  | 1906  | 1911  | 1921  | 1926  | 1931  | 1936  | 1946  | 1954  |
| ----- | ----- | ----- | ----- | ----- | ----- | ----- | ----- | ----- |
| 1 612 | 1 564 | 1 535 | 1 428 | 1 468 | 1 416 | 1 433 | 1 366 | 1 429 |

| 1962  | 1968  | 1975  | 1982  | 1990  | 1999  | 2006  | 2008  | 2013  |
| ----- | ----- | ----- | ----- | ----- | ----- | ----- | ----- | ----- |
| 1 361 | 1 621 | 1 548 | 1 707 | 2 103 | 2 211 | 2 324 | 2 356 | 2 588 |

| 2018  | 2022  | - | - | - | - | - | - | - |
| ----- | ----- | - | - | - | - | - | - | - |
| 2 614 | 2 632 | - | - | - | - | - | - | - |

### Enseignement
Saint-Branchs se situe dans l'Académie d'Orléans-Tours (Zone B) et dans la circonscription de Saint-Avertin.
L'école primaire accueille les élèves de la commune.

## Lieux et monuments
Peu de monuments historiques sur la commune. La chapelle de Beauchêne (1862) et un bénitier du XIIIe siècle dans une église du XIIe siècle.